# Estheria pallicornis
Estheria pallicornis är en tvåvingeart som först beskrevs av Friedrich Hermann Loew 1873.  Estheria pallicornis ingår i släktet Estheria och familjen parasitflugor. Inga underarter finns listade i Catalogue of Life.